# Andrew R. Govan
Andrew Robison Govan (* 13. Januar 1794 in Orangeburg, Orangeburg County, South Carolina; † 27. Juni 1841 in Hudsonville, Mississippi) war ein US-amerikanischer Politiker. Zwischen 1822 und 1827 vertrat er den Bundesstaat South Carolina im US-Repräsentantenhaus.

## Werdegang
Andrew Govan genoss in Willington eine private Erziehung. Anschließend studierte er bis 1813 am South Carolina College, der späteren University of South Carolina in Columbia. Danach erwarb er eine Plantage und interessierte sich für Pferderennen. Politisch wurde er Mitglied der Demokratisch-Republikanischen Partei. In den Jahren 1820 bis 1821 saß er als Abgeordneter im Repräsentantenhaus von South Carolina. Nach dem Tod des Kongressabgeordneten James Overstreet im Jahr 1822 wurde er im vierten Wahlbezirk von South Carolina als dessen Nachfolger in das US-Repräsentantenhaus in Washington, D.C. gewählt. Dort trat er am 4. Dezember 1822 sein neues Mandat an. Bis zum 3. März 1823 beendete er die Legislaturperiode seines Vorgängers. Da er bei den regulären Kongresswahlen der Jahre 1822 und 1824 jeweils bestätigt wurde, konnte er bis zum 3. März 1827 im Kongress verbleiben.
Nach der Auflösung seiner Partei in den 1820er Jahren schloss er sich der Fraktion um den späteren US-Präsidenten Andrew Jackson an, aus der 1828 die Demokratische Partei hervorging. Im Kongress wurde Govan Zeuge der heftigen Diskussionen zwischen seiner Partei sowie den Anhängern von Präsident John Quincy Adams und Henry Clay. In den Jahren 1826 und 1828 bewarb sich Govan erfolglos um seinen Verbleib bzw. seine Rückkehr in den Kongress.
Im Jahr 1828 zog Andrew Govan nach Mississippi. Im dortigen Marshall County betätigte er sich bis zu seinem Tod im Jahr 1841 als Pflanzer auf seiner Plantage „Snowdown“. Dort wurde er auch beigesetzt. Drei seiner Söhne wurden später Offiziere in der Armee der Konföderierten Staaten. Der Sohn George war außerdem noch als Secretary of State geschäftsführender Beamter des Staates Mississippi.